# 歴史言語学
歴史言語学（れきしげんごがく、英語：historical linguistics）とは、言語の歴史的変化の様子とその要因を研究の対象とする、言語学の一分野である。
現在（または過去のある時点で）用いられる言語を対象とする共時言語学に対して、通時言語学（つうじげんごがく）ともいう。

## 概要
狭義には、個別言語の過去の文字（もしくは口伝）資料を研究してその変化を明らかにする分野をいうが、次のような直接資料から知られる範囲を超えた過去の変化を推定する分野を含めることが多い。
| 比較言語学 | 言語の系統を明らかにし、同系言語の比較によって、それらの祖語とそこからの変化を推定する。 この同義語として歴史言語学ということも多い。 |
| 内的再構   | 資料や方言を基にして、一つの言語の古い形を推定する。                                                                                  |

元来、言語学は比較言語学から始まった。その後、「近代言語学の父」と呼ばれるフェルディナン・ド・ソシュールが共時言語学と通時言語学を厳密に区別すべきことを主張し、それぞれが別の学問領域として成立した。しかしこれらは単純に区別できるものではない。たとえば社会言語学的には、共時的記録の中にも言語変化の萌芽（世代による違いや社会方言など）が含まれているし、社会の言語に対する規範意識は歴史を抜きにしては考えられない。

## 言語の変化の要因
言語の変化の要因としては、一般に次のようなものが挙げられる：
- 内的要因：個々の誤用が蓄積されて定着することで、言語体系に変化が生ずる。
  - "経済性"：話者にとって「不要」「エネルギーを要する」と感じられる要素は退化し、逆に必要性が感じられれば新たな弁別が生じる。たとえば日本語の唇音退化は、日本語では唇で調音することがエネルギーを要すると感じられたため、と説明される。
  - 類推：類似した言語的過程が複数ある場合、他の過程への類推によって変化が起こる。たとえば英語で動詞・名詞が不規則変化から規則的変化（過去形・過去分詞-ed、複数形-s）へ変化することなど。

社会的変化はこれらを通じて変化を促進しうる。また個別の言語が長期間にわたって方向性をもって変化していく現象も見られ、エドワード・サピアはこれをdrift（駆流、偏流などと訳される）と呼んでいる。
- 外的要因：言語接触による。基層言語によって、発音や文法、語彙に変化が生じることがある（基層理論、substratum theory）[1]。